# Teucholabis nocticolor
Teucholabis nocticolor är en tvåvingeart som beskrevs av Edwards 1919. Teucholabis nocticolor ingår i släktet Teucholabis och familjen småharkrankar. Inga underarter finns listade i Catalogue of Life.